# Enicospilus ashbyi
Enicospilus ashbyi är en stekelart som beskrevs av William Harris Ashmead 1904. Enicospilus ashbyi ingår i släktet Enicospilus och familjen brokparasitsteklar. Inga underarter finns listade i Catalogue of Life.